# Electrecord

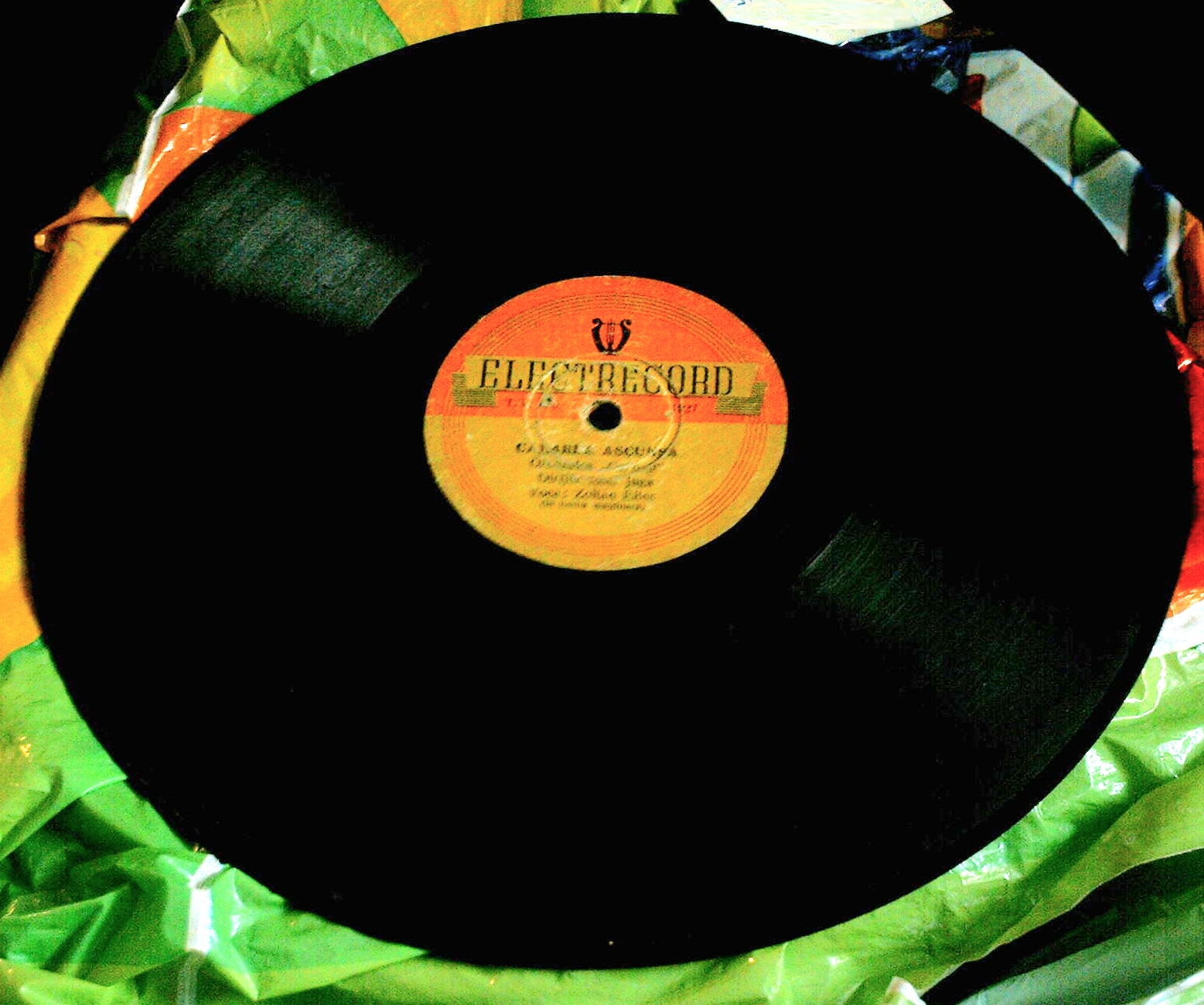
Płyta gramofonowa z wytwórni Electrecord, lata 50. XX wieku

Electrecord  – rumuńska wytwórnia muzyczna.
W latach 70. XX wieku wydawała płyty rumuńskich oraz zagranicznych (m.in. włoskich) wykonawców.

## Albumy
1. Meridiane melodii 4 płyty EDE 0871, EDE 0837, EDE 0943, EDE 01030
2. Robertino - EDE 970
3. Gigliola Cinquetti - EDD 1234
4. Riccardo Del Turco - EDE 0619
5. Sergio Endrigo - EDE 0655
6. Pink Floyd - "Starclub Phyco".  Koncert zarejestrowany w klubie pod wymienionym tytułem, w Kopenhadze w dniu 13/09/1967 - ELE 04010. Licencja BLACK PANTHER.